# Tomasz Lis
Tomasz Rafał Lis (ur. 6 marca 1966 w Zielonej Górze) – polski dziennikarz, publicysta, prezenter telewizyjny i wydawca.
W latach 1990–1997 dziennikarz Telewizji Polskiej; prowadzący programu TVP1 Wiadomości, główny sprawozdawca parlamentarny i korespondent w Stanach Zjednoczonych. W latach 1997–2004 dziennikarz TVN; współtwórca, szef redakcji i prowadzący główne wydanie Faktów. W latach 2004–2007 związany z telewizją Polsat jako komentator Wydarzeń, prowadzący politycznego talk-show Co z tą Polską?, członek zarządu i dyrektor programowy. W latach 2008–2016 prowadzący program publicystyczny Tomasz Lis na żywo na antenie TVP2. Jako dziennikarz prasowy związany m.in. z dziennikiem „Polska The Times” i „Gazetą Wyborczą”. W latach 2010–2012 redaktor naczelny tygodnika „Wprost”, w latach 2012–2022 redaktor naczelny tygodnika „Newsweek Polska”.
Trzykrotny laureat nagrody Grand Press dla dziennikarza roku (1999, 2007, 2009), dziewięciokrotny laureat Wiktorów, w tym Super Wiktora (2006), dwukrotny laureat Telekamer (2002, 2006), laureat Nagrody Kisiela (2005), a także jednej antynagrody. W 2014 za „wybitne osiągnięcia w działalności na rzecz wolności słowa w Polsce i wkład w rozwój wolnych mediów i niezależnego dziennikarstwa” został odznaczony przez prezydenta RP Krzyżem Oficerskim Orderu Odrodzenia Polski.

## Młodość
Jest synem Stefana Lisa (ur. 1937) i jego żony Wandy z domu Adamkiewicz (1946–2016). Dorastał w Zielonej Górze, gdzie ukończył I Liceum Ogólnokształcące im. Edwarda Dembowskiego. Bez powodzenia zdawał egzaminy na studia medyczne na Akademii Medycznej im. Piastów Śląskich we Wrocławiu. Został absolwentem dziennikarstwa na Wydziale Dziennikarstwa i Nauk Politycznych Uniwersytetu Warszawskiego. Na UW równolegle studiował również prawo, tych studiów jednak nie ukończył. W trakcie studiów pracował dorywczo na torfowiskach w Norwegii i Wielkiej Brytanii. Podczas pobytów w Londynie dorabiał, pracując jako ogrodnik, pracownik gospodarczy i budowlaniec oraz był zatrudniony w wytwórni naszyjników. Po studiach dziennikarskich w Polsce w semestrze 1991/1992 wyjechał na roczne stypendium naukowe na jezuickim Uniwersytecie Loyoli w Nowym Orleanie.

## Kariera dziennikarska
Debiutował w prasie tekstem na temat warszawskich barów mlecznych opublikowanym 8 listopada 1984 na łamach „Sztandaru Młodych”, dla którego pisał artykuły i reportaże przez kolejne kilka lat. Ponadto, będąc na czwartym roku studiów dziennikarskich, wygrał otwarty konkurs na reportera Telewizji Polskiej. Na antenie zadebiutował 3 maja 1990, prowadząc wieczorne wydanie serwisu informacyjnego Wiadomości. Dwa miesiące po rozpoczęciu pracy w TVP przeprowadził wywiad z prezydentem Wojciechem Jaruzelskim. Następnie został sprawozdawcą w Senacie, a w styczniu 1991 stał się głównym sprawozdawcą parlamentarnym TVP. Prowadził także telewizyjne studio olimpijskie. W latach 1994–1997 był korespondentem TVP w Stanach Zjednoczonych. W latach 90. pisał także teksty dla „Polityki”.

Po powrocie do Polski w 1997 przeszedł do nowo powstałej stacji TVN. Był współtwórcą (wraz z Grzegorzem Miecugowem i Milanem Suboticiem), następnie szefem redakcji i prowadzącym od poniedziałku do piątku główne wydanie Faktów. W 1999 został felietonistą magazynu „Wprost”, a przez wiele lat pierwszej dekady XXI wieku był także jednym z komentatorów w rubryce To był tydzień w głównym grzbiecie „Gazety Wyborczej”. Od 2003 jest stałym gościem piątkowych poranków w radiu Tok FM, w którym komentuje bieżące wydarzenia z Polski i ze świata.

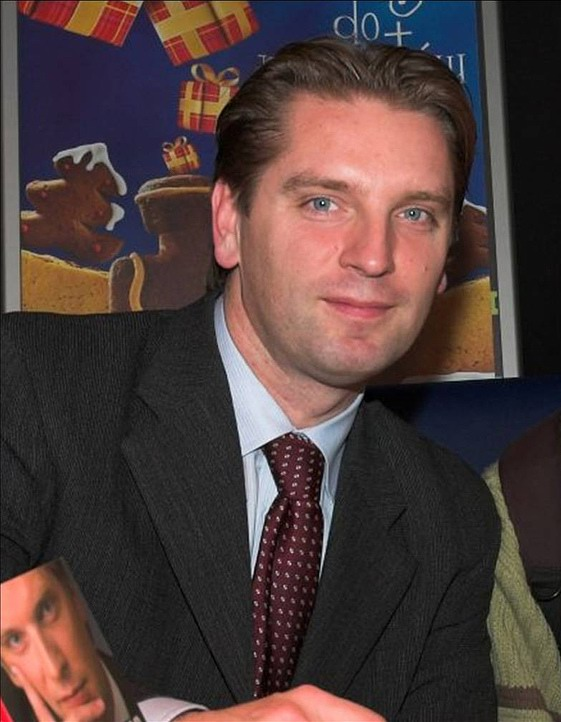
Tomasz Lis (2007)

1 września 2004 został członkiem zarządu i dyrektorem programowym telewizji Polsat i szefem jedynego programu informacyjnego stacji, Wydarzeń. Choć podczas głównego wydania Wydarzeń Lis nie był – jak w Faktach – już prowadzącym, to w formule programu zarezerwowano mu czas jako codziennego komentatora Wydarzeń. Ponadto od 30 września 2004 prowadził cotygodniowy magazyn publicystyczny Co z tą Polską?. W czerwcu i lipcu 2006 wraz z Przemysławem Pełką komentował przebieg inauguracji Mistrzostw Świata w Piłce Nożnej w Niemczech. 19 września 2007 został odsunięty od kierowania Wydarzeniami przez prezesa Polsatu Zygmunta Solorza-Żaka, a dzień później odszedł ze stacji. Według wielu spekulacji odejście Lisa poprzedziły naciski polityczne wywierane przez nowo powołany rząd Prawa i Sprawiedliwości. Konflikt z rządem miał być nie na rękę właścicielowi Polsatu szykującemu się do przejęcia w części państwowego telekomu Plus oraz inwestycji przedsiębiorcy w sektorze energetycznym. Lis odniósł się do sytuacji w wywiadzie radiowym dla Janiny Paradowskiej w Tok FM z 21 września 2007, potwierdzając, że w związku z jego pracą w Polsacie stacja podlegała zakulisowym „brutalnym atakom”. Odsunięcie Lisa głośno krytykowało m.in. Stowarzyszenie Dziennikarzy Rzeczypospolitej Polskiej, według którego było ono wymuszone na władzach Polsatu przez „rządzących”. Z kolei Rada Etyki Mediów zaapelowała do zarządu TV Polsat, Tomasza Lisa oraz kompetentnych władz o „jednoznaczne oświadczenia informujące opinię publiczną o przyczynach i okolicznościach zaistniałej sytuacji”. Wraz z Lisem z pracy w Polsacie zrezygnowała Hanna Lis, jego ówczesna partnerka życiowa, późniejsza żona, również pracująca w redakcji Wydarzeń. 
Niedługo po zakończeniu pracy w Polsacie w 2007 rozpoczął emisję programu Co z Polską? dla portalu Gazeta.pl. W latach 2007–2009 był stałym felietonistą działu Opinie dziennika „Polska The Times”. Równocześnie od 25 lutego 2008 zaczął prowadzić w TVP2 cotygodniowy program Tomasz Lis na żywo, powracając tym samym do telewizji publicznej po 11 latach pracy w telewizjach komercyjnych. Produkcją odcinków tego programu zajęła się jego firma Tomasz Lis Deadline Productions. 
25 maja 2010 został redaktorem naczelnym tygodnika „Wprost”. Stanowisko to piastował do lutego 2012. Z „Wprost” zwolniono Lisa, zarzucając mu konflikt interesów w związku z informacjami o tworzeniu przez dziennikarza własnej redakcji nowego portalu, NaTemat.pl, którego jest współwłaścicielem. Lis natomiast zarzucał wydawcy i bezpośrednio prezesowi zarządu Michałowi Lisieckiemu opóźnienia w wypłacie wynagrodzeń. W tej sprawie doszło do procesu z powództwa Lisieckiego. 11 września 2015 Sąd Apelacyjny w Warszawie wydał wyrok w tej sprawie nakazujący Lisowi przeproszenie powoda.
26 marca 2012 objął stanowisko redaktora naczelnego polskiej edycji „Newsweeka”, wydawanego przez spółkę Ringier Axel Springer Polska. 
25 stycznia 2016 program Tomasz Lis na żywo zniknął z anteny TVP, sam dziennikarz zakończył współpracę z TVP. W latach 2016–2020 prowadził cotygodniowy program Tomasz Lis, który był emitowany na stronie internetowej tygodnika „Newsweek Polska” oraz przez platformę VOD portalu Onet.pl. Od 2020 audycja nadawana była tylko w wersji płatnej dla subskrybentów na stronie internetowej tygodnika, natomiast w serwisie YouTube pojawiały się krótkie około trzyminutowe urywki z każdego odcinka. 1 sierpnia 2019 został felietonistą wydawanego przez RAS-Polska dziennika „Fakt”, jednak już 8 sierpnia wydawca zawiesił z nim współpracę, co miało związek z krytyką podnoszoną przez część pracowników tabloidu, którzy sprzeciwiali się jego zatrudnieniu. W styczniu 2021 audycja Tomasz Lis, którą realizował dla „Newsweek Polska”, została zastąpiona przez przygotowywany przez niego autorski program pt. Świat_pl, dostępny w dwóch wersjach do wyboru (podcast lub videocast), który był udostępniany subskrybentom Newsweek.pl oraz Mediaklub.pl. Pierwszy odcinek ukazał się także na głównej stronie Onetu. 24 maja 2022 Ringier Axel Springer Polska poinformował o zakończeniu współpracy z Lisem.
10 marca 2023 założył kanał Tomasz Lis Oficjalnie na YouTube.

## Zaangażowanie polityczne
W związku ze spekulacjami wokół możliwości kandydowania w wyborach prezydenckich i niejasnymi deklaracjami samego dziennikarza (po trzech latach w wywiadzie dla Michała Iwanowskiego z „Gazety Lubuskiej” tłumaczył rezygnację ze startu w wyborach względami osobistymi) Lis został zawieszony przez władze TVN w obowiązkach redakcyjnych w Faktach. Następnie 10 lutego 2004 zwolniono go z pracy pod zarzutem niedotrzymania warunków umowy. Lis zapowiedział pozwanie stacji za zwolnienie, później obwieścił złożenie pozwu przeciwko TVN, ostatecznie doszło do ugody stron.
W 2018 brał udział w protestach Komitetu Obrony Demokracji przeciwko nowemu rządowi sformułowanemu przez Prawo i Sprawiedliwość.

## Kontrowersje
- W czerwcu 2008 w „Dzienniku” ukazał się tekst Luizy Zalewskiej, w którym dziennikarka przywołała opinie reporterów i pracowników redakcji Wydarzeń, oskarżających Tomasza Lisa i Hannę Smoktunowicz o nieetyczne praktyki, wulgarne zachowanie i regularne poniżanie odwołujące się do ich życia osobistego. Dziennikarze nie zdecydowali się pozwać „Dziennika” ani samej Zalewskiej za wysunięte oskarżenia[63].
- W ocenie Rady Etyki Mediów w odcinku programu Tomasz Lis na żywo wyemitowanym 7 grudnia 2009 dopuścił się manipulacji i złamania zasad bezstronnego, obiektywnego dziennikarstwa, wykorzystując antenę TVP do prywatnych spraw i zapraszając do studia, w charakterze niezależnego eksperta, adwokata reprezentującego go przed sądem w sprawie pozostającej w toku[64].
- W 2013 Stowarzyszenie Dziennikarzy Polskich nominowało go do antynagrody „Hiena Roku” za „przekroczenie standardów dziennikarskich poprzez publikację okładki opartej na wulgarnych skojarzeniach, obrażającej uczucia religijne i tworzącej negatywne stereotypy”[65]. Nominacja związana była z okładką numeru 9/13 tygodnika „Newsweek” przedstawiającą chłopca klęczącego przed księdzem[66][67].
- 7 września 2015 w kierowanym wówczas przez Tomasza Lisa tygodniku „Newsweek Polska” opublikowano artykuł Wojciecha Cieśli i Michała Krzymowskiego[68] na temat przewodniczącego NSZZ Solidarność Piotra Dudy. W okładkowym tekście opisywano luksusowe wakacje związkowca, zasugerowano również, że część kosztów pobytu pokrywana była z pieniędzy związku, a za część standardowo płatnych usług wypoczywający nie płacił w związku z zajmowanym stanowiskiem i powiązań organizacji z hotelem. W toczącej się przez trzy lata batalii sądowej[69], 5 lipca 2018 zapadł ostateczny wyrok nakazujący Lisowi opublikowanie sprostowania do tekstu, którego wcześniej jako naczelny tygodnika odmawiał[70].
- Podczas prezydenckiej kampanii wyborczej w 2015 w programie Tomasz Lis na żywo w TVP2 dziennikarz powołał się na wpis na profilu twitterowym, który według Lisa miał należeć do córki przyszłego prezydenta Andrzeja Dudy; Kinga Duda miała zapowiedzieć, że jeśli jej ojciec wygra wybory, to podejmie starania, by reżyser Paweł Pawlikowski zwrócił nagrodę Oskara za film Ida[71]. Informacji nie sprawdzono i szybko się okazało, że profil nie należy do Kingi Dudy, a sama pomówiona nigdy takiego nie prowadziła[72]. Sprawa nie zakończyła się procesem, ponieważ Lis podczas krótkiej rozmowy przed wejściem do TVP przeprosił kandydata[73][74][74][75]. TVP przeprosiła Andrzeja Dudę za zachowanie Lisa w głównym wydaniu Wiadomości[76].
- 24 czerwca 2022 na stronach Wirtualnej Polski ukazał się artykuł Szymona Jadczaka pt. "Płakałam, miałam ataki paniki". Ujawniamy zarzuty podwładnych wobec Tomasza Lisa. Dlaczego zwolniono naczelnego "Newsweeka"?[77]. Jak wynikało z materiału, Lis jako redaktor naczelny „Newsweeka” dopuszczał się praktyk, które mogły nosić znamiona mobbingu, o czym wielokrotnie przełożonych informowali pracownicy gazety[78]. W emitowanej tego samego dnia audycji Trzódka w radiu Tok.FM Lis określił zarzuty mianem „zestawu półprawd i bzdur”[79]. Wydawnictwo Ringier Axel Springer Polska, wydawca „Newsweek Polska”, nie zaprzeczyło, że w sprawie Lisa działała powołana w firmie specjalna komisja[80]. W reakcji na doniesienia radio Tok FM zawiesiło współpracę z dziennikarzem[81]. Kontrola Państwowej Inspekcji Pracy nie potwierdziła doniesień o mobbingu, nieprawidłowościach w „Newsweeku”[82].
- W październiku 2022 Rafał Kalukin opublikował w tygodniku Polityka artykuł[83], w którym poinformował, że oprócz zarzutów mobbingu, powodem zwolnienia Tomasza Lisa z funkcji redaktora naczelnego tygodnika Newsweek była napaść seksualna na jedną z kobiet pracujący w wydawnictwie Ringier Axel Springer. Zarzut molestowania seksualnego kobiet pracujących z Tomaszem Lisem potwierdził w maju 2024 Szymon Jadczak. Dziennikarz opublikował w portalu Wirtualna Polska tekst „Złapał ją za twarz, przycisnął do ściany, pocałował”. Ujawniamy ustalenia prokuratury w sprawie Tomasza Lisa[84], w którym przedstawił zeznania kobiet złożone w prokuraturze przeciwko Lisowi. Z dokumentu, do którego dotarła Wirtualna Polska, wynika, że Lis stracił funkcję tuż po zgłoszeniu przez jedną z kobiet naruszenia nietykalności o podłożu seksualnym. Ostatecznie prokuratura umorzyła ten wątek w śledztwie ze względu na jego przedawnienie[85].
- 4 lipca 2025 w reakcji na nocne spotkanie Marszałka Sejmu Szymona Hołowni oraz Michała Kamińskiego z europosłem Adamem Bielanem, Tomasz Lis napisał na portalu X ponad 40 wpisów[86], z czego znaczną część stanowiły inwektywy skierowane w stronę Marszałka Sejmu (m.in. "Zabrać gówniarzowi i zdrajcy funkcje marszałka!"[87], czy obrazek sugerujący stosunek homoseksualny z prezesem PiS Jarosławem Kaczyńskim[88]). 5 lipca przeprosił Hołownię za te wpisy, podtrzymując jednak opinię o "zdradzie i kolaboracji"[89].

## Antynagroda
W 2015 Stowarzyszenie Dziennikarzy Polskich przyznało Lisowi antynagrodę „Hiena Roku”, podając jako uzasadnienie „wielokrotne łamanie zasady etyki dziennikarskiej”. Wbrew wcześniejszym zapowiedziom dziennikarz nie odebrał antynagrody.

## Życie prywatne
Matka Tomasza Lisa pracowała w administracji szpitala w Zielonej Górze, a ojciec był inżynierem zootechnikiem w zielonogórskiej Wojewódzkiej Stacji Hodowli Zwierząt. Ojciec pochodził z rodziny od pokoleń osiadłej w Krotoszynie, a matka urodziła się w rodzinie pochodzącej ze Święcian na Wileńszczyźnie, skąd przyjechała – jako ekspatriantka – do Polski w 1946. Dziadek dziennikarza, Józef Adamkiewicz, z zawodu nauczyciel, zmarł w 1946 w wyniku postrzelenia przez funkcjonariusza MO.
3 czerwca 1994 poślubił dziennikarkę Kingę Rusin, z którą ma dwie córki: Polę (ur. 15 listopada 1996) i Igę (ur. 2000). 27 czerwca 2006 małżeństwo zakończyło się rozwodem. 19 października 2007 w polskim konsulacie w Rzymie ożenił się z dziennikarką Hanną Lis. W styczniu 2018 media poinformowały o rozpadzie ich małżeństwa. W 2022 rozwiedli się. Jest katolikiem i jednocześnie zwolennikiem rozdziału Kościoła od państwa.
Jest fanem sportu żużlowego i kibicuje drużynie Falubazu Zielona Góra. Pasjonuje się także piłką nożną, czemu daje wyraz w tekstach prasowych, a po uruchomieniu profilu na Twitterze również licznymi wpisami. Jest kibicem Realu Madryt. W młodości przez kilka lat uprawiał pływanie w klubie „Transbud Zielona Góra”. Jest również maratończykiem i popularyzatorem biegania. Przebiegł co najmniej 10 maratonów, również za granicą, m.in. w Nowym Jorku. Interesuje się również Bliskim Wschodem.
Przeszedł cztery udary mózgu, w wyniku których cierpi na szczękościsk i zaburzenia mowy.

## Nagrody i odznaczenia
- Dziewięć Wiktorów[112], w tym Super Wiktor w 2006[113]
- Tytuł Dziennikarza Roku w latach 1999, 2007 i 2009[114][115]
- Laureat konkursu Telekamery w latach 2002 (za „Fakty”)[116] i w 2006 (za „Co z tą Polską?”)[117]
- Laureat Nagrody Kisiela w 2005[118]
- Krzyż Oficerski Orderu Odrodzenia Polski za wybitne osiągnięcia w działalności na rzecz wolności słowa w Polsce, za wkład w rozwój wolnych mediów i niezależnego dziennikarstwa[119][120]; odznaczony postanowieniem prezydenta RP Bronisława Komorowskiego z 30 maja 2014.

## Książki
- 1994: Jak to się robi w Ameryce
- 1997: Zawód korespondent
- 1998: LISt z Ameryki
- 1999: Wielki finał. Kulisy wejścia Polski do NATO
- 2002: ABC dziennikarstwa, współautor – wraz z Krzysztofem Skowrońskim i Mariuszem Ziomeckim[121][122]
- 2003: Co z tą Polską?
- 2004: Nie tylko Fakty
- 2006: Polska, głupcze!
- 2007: PIS-neyland
- 2008: My, Naród
- 2016: A nie mówiłem?
- 2018: Historia prywatna
- 2019: Umrzeć za Gdańsk
- 2023: Tomasz Lis. Na żywo

## Pozostałe informacje
- W październiku 2017 wraz z byłą żoną Kingą Rusin wydali oświadczenie o próbie szantażu wobec starszej córki – Poli[123].

- W związku z licznymi próbami podszywania się pod dziennikarza, co skutkowało szeregiem nieporozumień[124], w październiku 2015 Lis opublikował na stronie internetowej tygodnika Newsweek Polska nagranie wideo o swoim jedynym profilu w mediach społecznościowych – na Twitterze – i jedynym nicku, jakim się tam posługuje – „lis_tomasz”[125]. Profil Lisa jest najpopularniejszym wśród profili twitterowych polskich dziennikarzy (908 tysięcy obserwujących – w czerwcu 2020)[126].

- Oprócz komentarzy dla innych mediów od 22 lutego 2012 do 13 grudnia 2016[127] Tomasz Lis pisał również jedynego w swojej dotychczasowej działalności bloga. Wpisy – często emocjonalne – publikował w portalu naTemat.pl, którego jest współwłaścicielem, przez co dziennikarz miał pełną kontrolę nad ich formą. W czasie odejścia z TVP w 2016 było to jedyne medium, w którym Lis opisał swoją wersje okoliczności związanych z nieprzedłużeniem z nim kontraktu. Przedstawił koszty produkcji programu i szacunki co do zysku TVP2 z reklam nadawanych przed i po programie[128][108].

- W 2010 wziął udział w postprodukcji polskiej wersji filmu animowanego Biała i Strzała podbijają kosmos, gdzie użyczył głosu postaci prezydenta Stanów Zjednoczonych Johna F. Kennedy’ego[129][130][130].